# Banning (Kalifornija)
Banning je grad u američkoj saveznoj državi Kalifornija. Prema popisu stanovništva iz 2010. u njemu je živjelo 29,603 stanovnika.